# Hoekhuis (Waterkant)

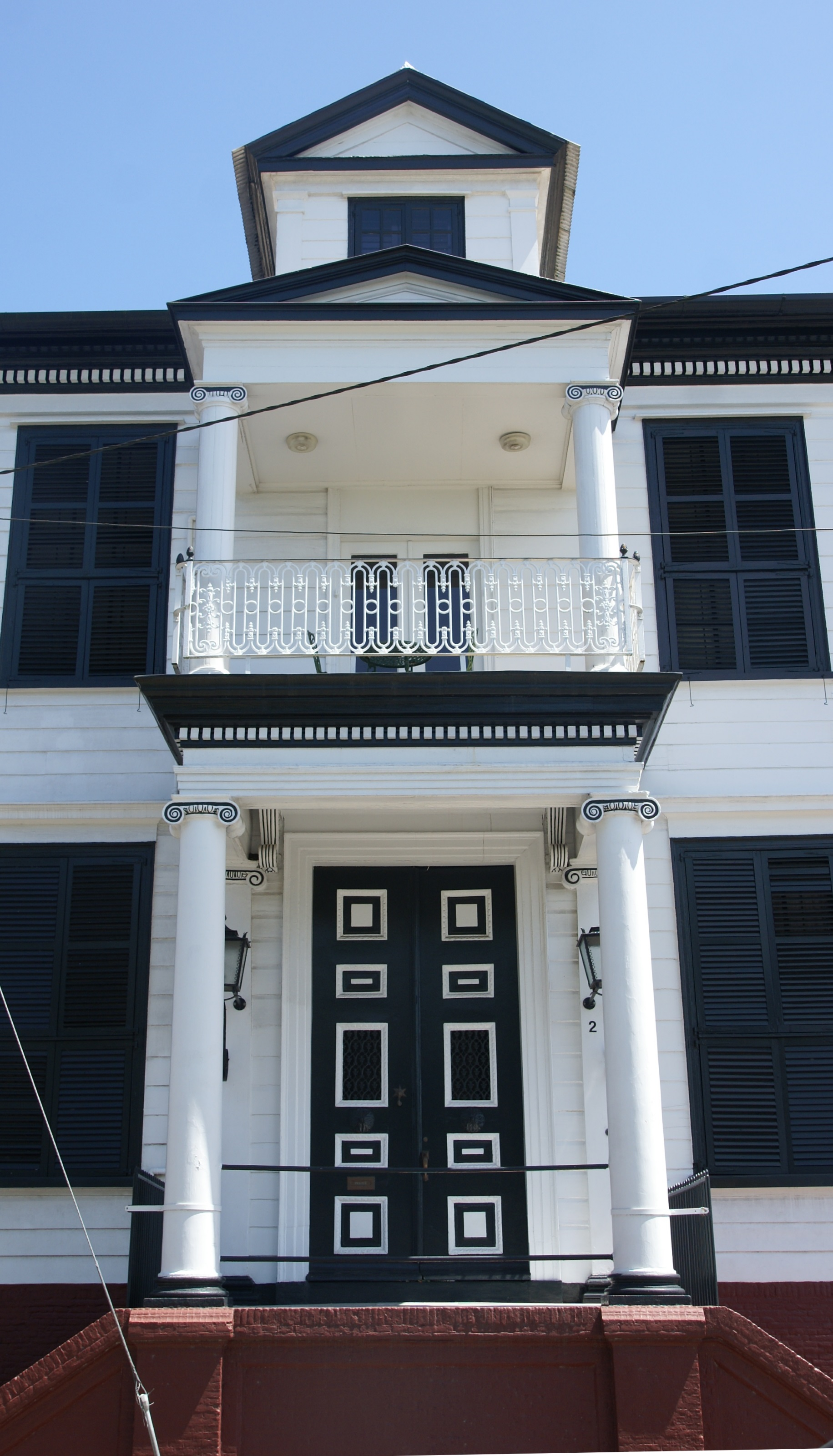
De entree met balkon steunend op Ionische zuilen.

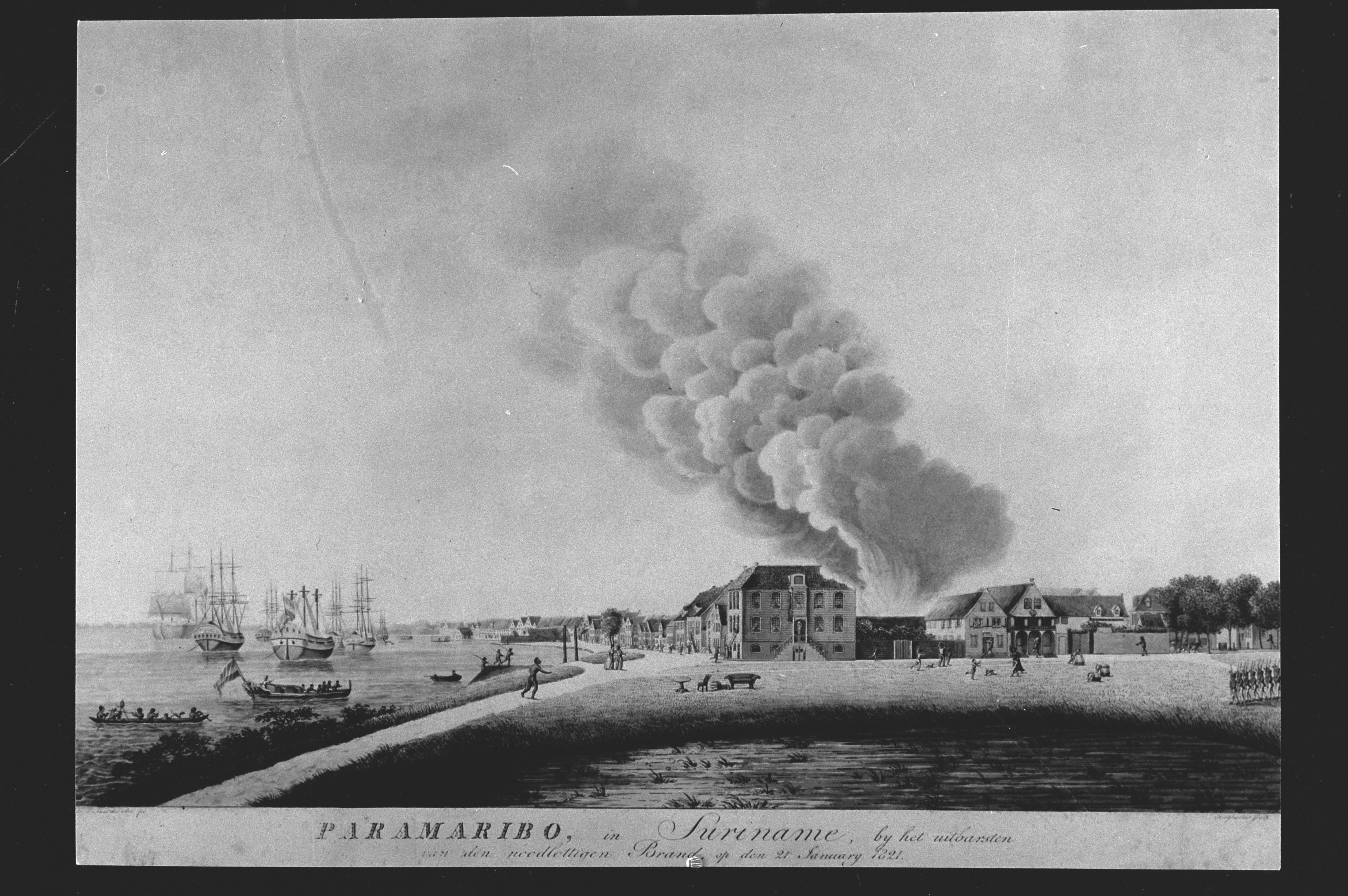
Het Hoekhuis stond tijdens de stadsbrand in 1821 met de gevel gericht naar het Onafhankelijkheidsplein.

Het Hoekhuis is een vroegnegentiende-eeuws gebouw op achttiende-eeuwse funderingen, gelegen aan de Waterkant 2 in de Surinaamse hoofdstad Paramaribo. Het gebouw is onderdeel van de historische binnenstad van Paramaribo, die sinds 2002 door UNESCO aan de Werelderfgoedlijst is toegevoegd.

## Bouw
Het houten huis op een circa 1,80 meter hoge bakstenen fundering is vijf traveeën breed en vijf diep. Het huis ligt op de hoek van de Waterkant en het Onafhankelijkheidsplein met de gevel gericht naar de Surinamerivier. Het huis heeft twee woonlagen. De centrale dubbele deur bevindt zich in het midden van de voorgevel ter hoogte van de bel-etage. Een dubbele stenen trap met een gietijzeren leuning leidt naar deze voordeur. Erboven bevindt zich een overdekt balkon met fronton dat steunt op twee Ionische pilaren. Het huis wordt door een stenen stoep omgeven. Het dak is aan de voor- en achterzijde voorzien van een dakhuis.
Het pand heeft historische interieurs uit de negentiende en begin twintigste eeuw.
Op het erf achter het pand bevinden zich drie bijgebouwen, te weten een bakstenen keuken met bakstenen schoorsteen, een zogenaamd slavenhuisje en de Dixiebar (Onafhankelijkheidsplein 9).

## Geschiedenis
In 1712 was het perceel op de hoek van de Waterkant en het Onafhankelijkheidsplein in bezit van Jacob Lemmers, die er een huis had staan dat hij niet bewoonde. Lemmers was in ieder geval vanaf 1726 raadsheer van politie en eigenaar van de plantages Queekhoven en Nacracabo aan de Motkreek. In 1745 was ene Gompert Israel eigenaar van het perceel. In 1748 kocht Willem Carl Strube, raad van civiele justitie en vanaf 1751 raad van politie, het perceel bij een veiling.
Op 7 februari 1769 kocht luitenant-kolonel Wigbolt Crommelin, commandeur van de troepenmacht en later in 1757 gouverneur, het perceel van zijn weduwe. Toen hij terugkeerde naar Nederland, verkocht hij in 1770 het Hoekhuis aan de rijke planter Frederik Cornelis Stolkert, raadsheer van politie en crimineele justitie. Hij was tot zijn scheiding rond 1783 gehuwd met Maria Susanna Duplessis. De erven Stolkert verkochten in december 1804 het Hoekhuis aan de toenmalige gouverneur Jurriaan François de Frederici. In 1805 werd het huis aangekocht door de firma Van Hal en Zoon. In 1819 kocht rechter A.F. Lammens, president van het Hof van Justitie, het pand op een openbare veiling.
De stadsbrand van 1821 begon door een vlam die in de pan sloeg in de keuken op het achtererf van dit Hoekhuis. Het houten huis brandde geheel af, enkel de stenen fundering overleefde de brand. Lammens liet het Hoekhuis weer opbouwen op de oude stenen funderingen, maar nu met de gevel gericht naar de Surinamerivier in plaats van naar het Onafhankelijkheidsplein. Lammens verkocht het huis in 1831.
In 1836 was het Hoekhuis eigendom van de plantage-eigenaar Nicolaas Box. Na zijn overlijden werd zijn weduwe De la Rive Box-Flu de eigenares, die het huis liet uitbreiden en verfraaien. Het huis stond in die tijd bekend als Misie Boxie Hoso. Toen zij overleed, werd het huis openbaar verkocht en werd de familie Barnett de eigenaar, die vermoedelijk rijk was geworden door goudwinning. Het was een van de eerste huizen in Paramaribo met telefoon. Het had twee telefoonlijnen: eentje naar Sociëteit Het Park aan het Onafhankelijkheidsplein en eentje naar hun magazijn aan de Kromme Elleboogstraat.
Rond 1898 werd het pand zeven meter naar achteren uitgebreid. In 1920 werd het pand gekocht door de Surinaamse Bauxiet Maatschappij, het latere Suralco, en werd het de woning van de directeur. Vele gasten logeerden er, waaronder in 1929 de vliegenier Charles Lindbergh op zijn eerste officiële postvlucht voor Pan American Airways. In 1963 werd het huis uitgebreid gerestaureerd door Van Oerle en Schrama. In de 21e eeuw is het pand nog steeds eigendom van Suralco, maar wordt het sinds circa 1980 niet meer bewoond.

## Afbeeldingen

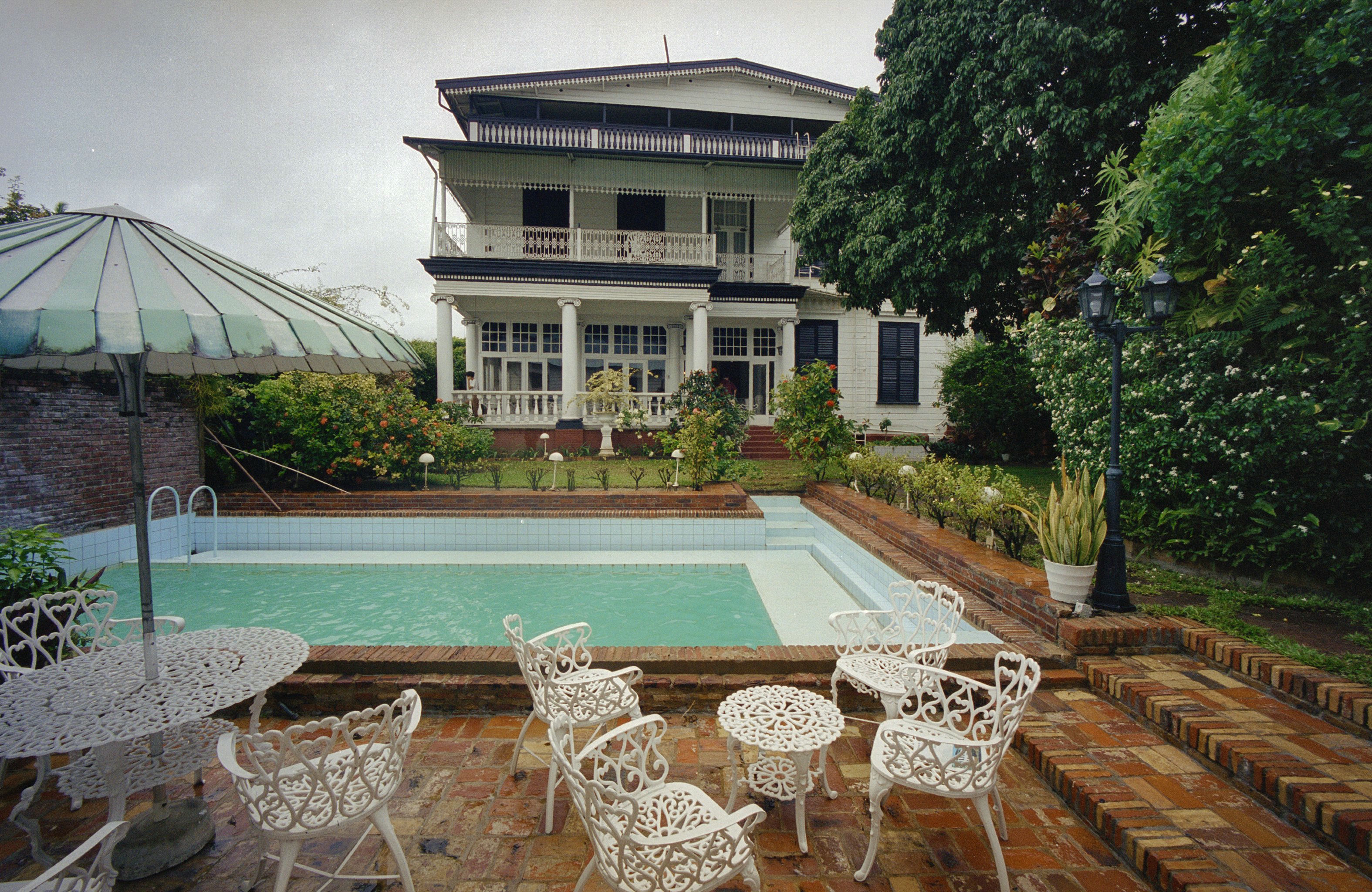
De achterzijde van het Hoekhuis.
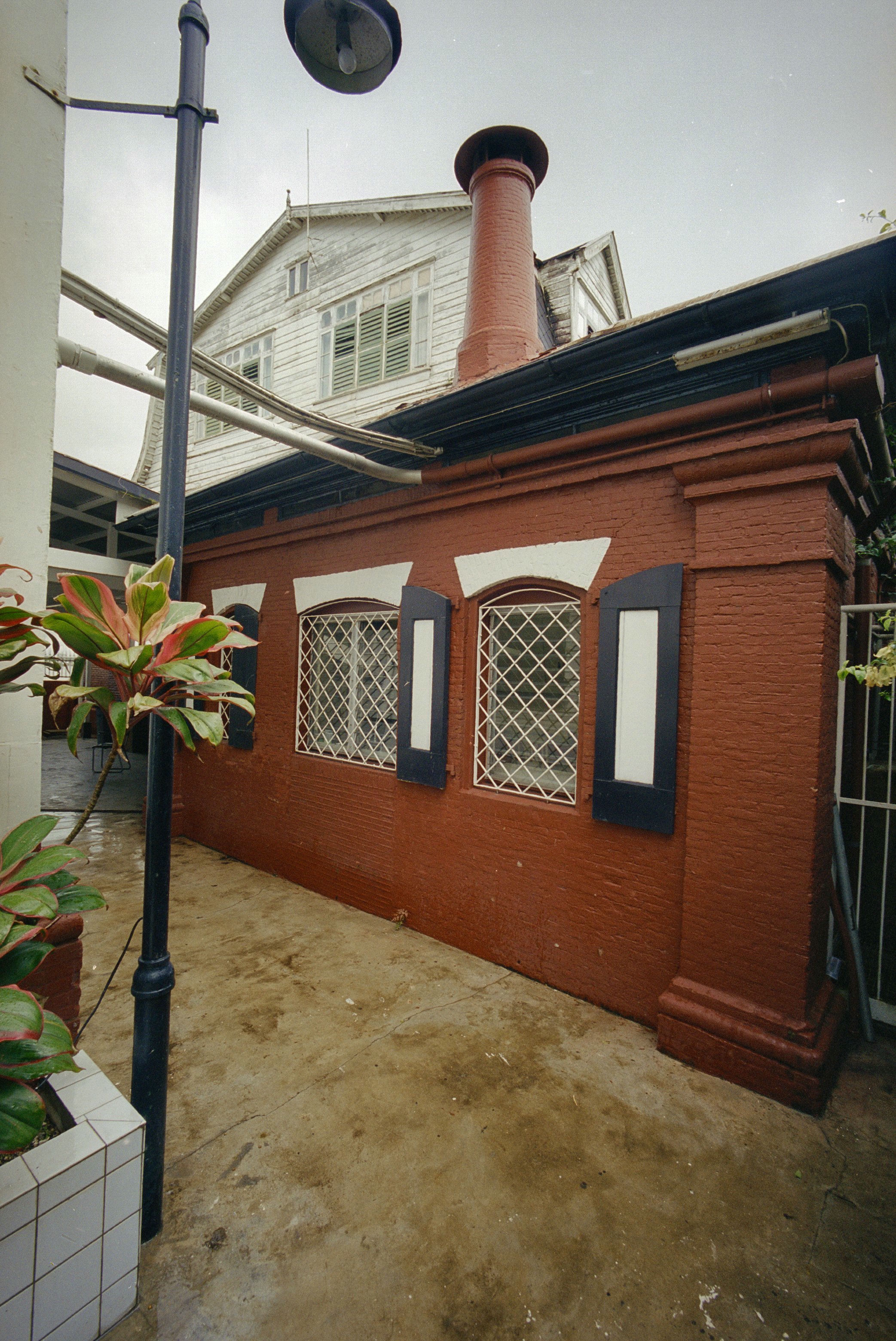
De stenen keuken met schoorsteen op het achtererf.
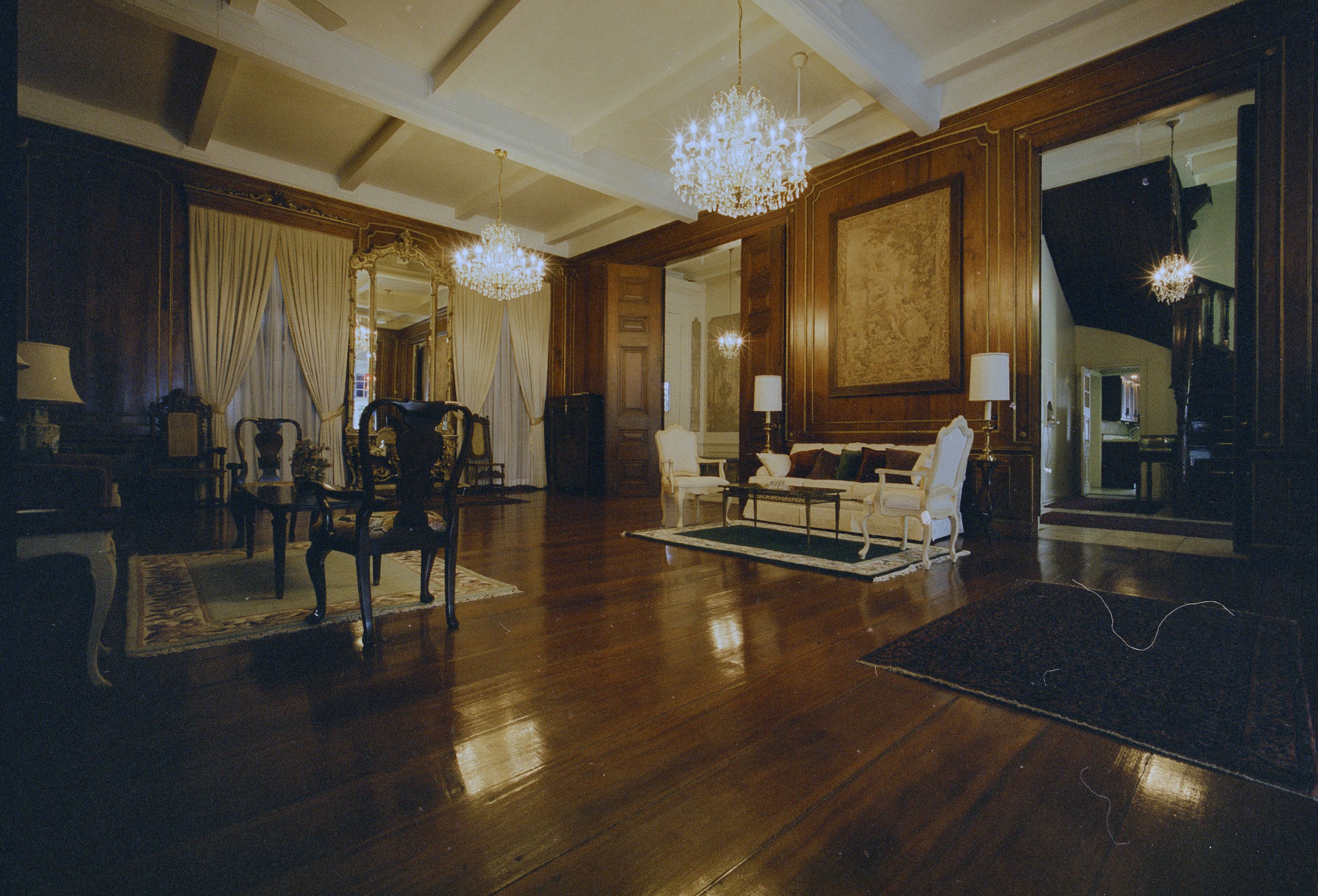
Het interieur.